# Kanton Montpellier-7
Kanton Montpellier-7 is een voormalig kanton van het Franse departement Hérault. Het kanton maakte deel uit van het arrondissement Montpellier. Het werd opgeheven bij decreet van 26 februari 2014 met uitwerking op 22 maart 2015.

## Gemeenten
Het kanton Montpellier-7 omvatte enkel een deel van de gemeente Montpellier, meer bepaald de wijken:
- Hauts-d'Argency
- Lepic
- Figuerolles
- Les Arceaux
- Cité Astruc
- Clémentville
- Saint-Clément
- Les Cévennes
- Alco
- Le Petit Bard
- La Pergola